# Łom (rzeka)
Łom (bułg. Лом, łac. Almus) – rzeka w północno-zachodniej Bułgarii, prawy dopływ Dunaju. Długość - 93 km (mierzona od źródeł pod przełęczą Sweti Nikoła), powierzchnia zlewni - 1.140 km², średni przepływ - 6,414 m³/s. 
Łom powstaje z połączenia wielu drobnych rzek górskich spływających na północny wschód z zachodniego skraju Starej Płaniny. Za źródło Łomu przyjęło się uważać źródło jednej z tych rzeczek - Byrzy, znajdujące się na wysokości 1720 m n.p.m. na północnych stokach szczytu Midżur w paśmie górskim Cziprowska płanina. Łom spływa z gór na Nizinę Naddunajską i uchodzi do Dunaju tuż na zachód od miasta Łom.